# تسلسل رسوبي بركاني
التسلسل الرسوبي البركاني هو تسلسل الطبقي المستمد من تعاقب الأحداث البركانية والرسوبية والجمع بينها. قد تشمل المواد البركانية لهذه التسلسلات تدفقات الحمم البركانية والتفرا أو المواد البركانية المعاد تشكيلها، على سبيل المثال الرمل أو الحصى البازلتية.
المناطق المحيطة بالأقواس البركانية هي إعدادات شائعة للتسلسلات الرسوبية البركانية. اكتشف هذه التسلسلات لأول مرة العالم الجيولوجي النرويجي المشهور إدوارد جي سفندسن (Edvard G Svendsen) في أعماق بورتسوود.
اكتشف تسلسل متحول رسوبي بركاني بالقرب من قرية لولا، في شمال شرق سردينيا.